# Evelyn (chanteuse)
Pour les articles homonymes, voir Evelyn.
Evelyn, née Evelyn Zangger le 6 décembre 1980, est une chanteuse suisse, ex-membre du groupe de l'émission de télé-réalité Popstar suisse Tears.
Elle s'est fait connaître grâce à ses collaborations sur le premier album studio du DJ suisse Mike Candys, Smile avec les titres Together Again en 2010 ainsi que One Night in Ibiza et Around the World en 2011.
En 2006, elle commence ses premiers pas en solo en enregistrant le titre house Together pour la DJette suisse Tatana. Elle collabore également sur Perfect Lies de l'album de Tatana. Puis sur le deuxième album studio de la DJette mais pour des chansons orientées pop et R&B. En 2011, elle enregistre la chanson What Do You Love? pour l'Eurovision, chanson écrite par Gorgi.

## Singles solo
| Titre                                                              | Année | Meilleure position | Meilleure position | Meilleure position | Album |
| Titre                                                              | Année | SUI                | FRA                | AUT                | Album |
| ------------------------------------------------------------------ | ----- | ------------------ | ------------------ | ------------------ | ----- |
| Together Again (avec Mike Candys)                                  | 2010  | 13                 | 95                 | —                  | Smile |
| One Night in Ibiza (avec Mike Candys et Patrick Miller)            | 2011  | 7                  | 35                 | 13                 | Smile |
| Around the World (avec Mike Candys et David Deen)                  | 2011  | 54                 | —                  | —                  | Smile |
| 2012 (If the World Would End) (avec Mike Candys et Patrick Miller) | 2011  | 3                  | —                  | 2                  | Smile |
| Dirty Nights                                                       | 2012  | —                  | —                  | —                  |       |

Autres chansons
- I Run 2 U (avec Mike Candys) (2011)
- Who Do You Love? (2011)
- Perfect Lies
- Valerie (2006)
- Everybody (avec Mike Candys) (2013)

## Discographie avec Tears
Album
- 2002 : En Rouge
- 2004 : Mädchen Mädchen 2 - Soundtrack

Singles
- 2001 : M.U.S.I.C.
- 2002 : Dreamin'
- 2002 : Ça plane pour moi
- 2003 : I Found Love
- 2004 : Funky Freakshow (Soundtrack)
- 2004 : Distorted Overdrive (Soundtrack)

## Apparitions clip vidéo
| Clips vidéos       | Artistes                                 | Date de diffusion |
| ------------------ | ---------------------------------------- | ----------------- |
| Together Again     | Mike Candys feat. Evelyn                 | 31 mars 2011      |
| One Night in Ibiza | Mike Candys feat Evelyn & Patrick Miller | 15 juillet 2011   |
| Around the World   | Mike Candys feat David Deen & Evelyn     | 2 décembre 2011   |
| Brand New Day      | Mike Candys feat Evelyn & Carlprit       | 15 mars 2013      |
| Everybody          | Mike Candys feat Evelyn & Tony T         | 27 juin 2013      |